# Казарєзов Володимир Васильович
Володимир Олександрович Казарєзов (3 травня 1937, село Петропавловське Петропавловського району Алтайського краю, Російська Федерація — 20 вересня 2017, місто Москва, Російська Федерація) — радянський діяч, 1-й секретар Новосибірського обласного комітету КПРС, 1-й секретар Новосибірського міського комітету КПРС. Кандидат економічних наук. Депутат Верховної ради РРФСР 11-го скликання. Народний депутат СРСР (1989—1991).

## Біографія
У 1959 році закінчив Алтайський інститут сільськогосподарського машинобудування.
У 1959—1962 роках — інженер-конструктор, майстер, старший інженер-технолог заводу електроагрегатів.
У 1962—1968 роках — старший майстер, заступник начальника цеху, начальник цеху, заступник начальника спеціального конструкторсько-технологічного бюро Новосибірського заводу точного машинобудування.
Член КПРС з 1965 року.
У 1968—1973 роках — заступник секретаря партійного комітету Новосибірського заводу точного машинобудування.
З 1973 року — заступник директора, секретар партійного комітету Новосибірського приладобудівного заводу імені Леніна.
Закінчив Академію суспільних наук при ЦК КПРС.
У 1980—1983 роках — завідувач відділу машинобудування Новосибірського обласного комітету КПРС.
У 1983—1985 роках — секретар Новосибірського обласного комітету КПРС.
У 1985—1988 роках — 1-й секретар Новосибірського міського комітету КПРС.
У 1988 році — інспектор ЦК КПРС.
5 серпня 1988 — 30 жовтня 1989 року — 1-й секретар Новосибірського обласного комітету КПРС.
У 1989—1991 роках — інспектор ЦК КПРС у Москві.
З початку 1990-х брав участь у фермерському русі, був віцепрезидентом Асоціації селянських (фермерських) господарств та сільськогосподарських кооперативів Росії. Викладав у Московській сільськогосподарській академії імені Тимірязєва.
Писав історичні праці, книги (роман «Фермер») та картини. 2003 року він став лауреатом національної премії імені Столипіна.
Помер у вересні 2017 року в Москві.